# Synchronicita
Synchronicita (z řec. synchronos, současný) je pojem, který zavedl švýcarský psycholog C. G. Jung jako označení pro příčinně nevysvětlitelné (akauzální) setkání dvou nebo více událostí v čase, které tím na úrovni prožívání subjektu získávají význam. Pojem synchronicity je však spojován také s objektivním nahromaděním jevů, které si žádají společnou interpretaci, v čase nebo prostoru, ač mezi nimi není přímá kauzální souvislost, a vymykají se novověké představě o náhodě, kupříkladu souběžný vzestup nacismu i komunismu na přelomu 20. a 30. let 20. století anebo kulturní revoluce v 60. letech, která zasáhla Čínu, Evropu, USA i katolickou církev.

## Původ
Pojem zavedli švýcarský psycholog Carl Gustav Jung a švýcarský fyzik Wolfgang Pauli roku 1952, protože si Paulli nedokázal vysvětlit hodnotu 137 obsaženou v konstantě jemné struktury. Za předchůdce tohoto pojmu je považován například pojem zákon sérií (Seriengesetz), který zavedl Paul Kammerer v roce 1919 v knize Zákony série. V roce 1972 podobný pojem Arthur Koestler nazval koincidence (coincidence) v knize Kořeny náhody. Tato kniha je k dispozici v češtině.
Stanislav Komárek vedle pojmu synchronicita používá také pojem syntopicita, protože ke koincidenci dochází nejen v čase, ale i v prostoru, synmorficita pro některé mimetické jevy, kdy podobnosti navzájem nepříbuzných druhů organismů dokáží kauzalistické metody vysvětlit jen v malém počtu případů, přičemž tato vysvětlení jsou mnohdy spíše etiologickými mýty atd. Wolfgang Pauli se zabýval synchronicitou v souvislosti s kvantovou fyzikou a principem neurčitosti, kde klasické pojetí kauzality selhává.
Moderní evropské pojetí kauzality navazuje na Aristotelovo myšlení a středověké arabské myšlení. Naproti tomu důraz na synchronicitu převažoval v čínské kultuře a projevil se i například v evropském renesančním myšlení. Podle Stanislava Komárka, který cituje Batesona („dva popisy jsou lepší než jeden“) jsou oba způsoby myšlení „jaksi komplementární, na sebe kolmé či mimoběžné, a nelze říci, že jeden je správný a druhý mylný – jsou případy, které přímo volají po kauzalistním popisu a jiné zas po synchronicistním“, i když novověká přírodověda neuznává synchronicistní popis jako „vysvětlení“ jevů, avšak kauzalita je v podstatě jedním z typů synchronicity. Pojem „náhody“ (uměle rozdělující jevy na „nutné“ a „náhodné“) a statistika jako metody kauzalistní vědy jsou založeny na odstínění či popření (jiných) synchronicit. Rovněž starořecké slovo symbolon (znamení) neznamenalo zástupný symbol, ale spíše koincidenci ve smyslu synchronicity.
Ve svém výkladu o synchronicitě uvádí Jung vlastní zkušenost, kdy se během jednoho dne mnohokrát setkal s podobou ryby, ať už to byla kresba, sen pacientky, oběd či skutečná ryba ležící na jezerním molu. Souběh událostí nezůstal bez povšimnutí, a tak náhodná koincidence získala subjektivní význam. Mezi synchronistní fenomény patří například i sny, které pak najdou korespondenci s nastalou událostí, nebo takzvané déjà vu, pocit již zažitého. O tyto jevy se opírají psychické představy osudu, neboť vypadají jako nevysvětlitelné pouhou náhodou.
Jung se ve zkoumání synchronicity opřel o Rhineovy pokusy se zenerovými kartami. Výsledky ukázaly vyšší procento uhádnutí losované karty pokusnou osobou, než by mělo odpovídat statistickému rozložení pravděpodobnosti. Stejných výsledků se dosáhlo i v případě, kdy pokusná osoba byla velmi vzdálená a docházelo dokonce i k úspěšné prekognici, kdy do losování uběhl delší čas. To vedlo Junga k myšlence, že afektivní stav lidské psýchy odráží tytéž vzorce, jakými je utvářena realita. Navíc z pokusu odvodil myšlenku nezávislosti psychických dějů na prostoru a čase. Tato jeho koncepce synchronicity byla často předmětem kritického hodnocení a byla srovnávána s typem magického myšlení. Jung nepřestával v této souvislosti zdůrazňovat fakt, že metodologie evropské vědy nemá přístup k chápání jednoty světa (unus mundus). Je příliš svázána se subjekt-objektovým rozdělením. Pokusy se Zenerovými kartami však byly postupem času označeny jako zdiskreditované z důvodu pochybné metodologie a případného podvádění.
Analogii svého stanoviska našel Jung v čínské Knize proměn (I-ťing), jejíž německý překlad pořízený Richardem Wilhelmem opatřil předmluvou. Hexagram sestavený v určitou chvíli náhodným losem se s touto chvílí shoduje nejen v čase, ale také v kvalitě. Hexagram je podle Junga exponentem okamžiku, indikuje základní situaci, která převažovala v okamžiku jeho vzniku. Směrodatná je koincidence událostí. Fyzické i psychické události, které se vyskytly v jednom čase, jsou exponenty jedné a téže okamžité situace. Orákulum poskytuje pro náhodně vzniklé hexagramy odpovědi, které korespondují s psychologickým nastavením tazatele a jejichž smysluplnost je pravidlem. Do odpovědi je vtažena celá tazatelova osobnost.
Podobný synchronistický koncept promýšlel Jung s teoretickým fyzikem Wolfgangem Paulim. Podle tohoto konceptu se na kvantové úrovni spíše setkáváme se situacemi než experimentálně opakovatelnými kauzalitami. Myšlenka nečekané situace a koincidence mění dosavadní přísně konsekventní chápání fyzikálních jevů. Důležitá je zde i shoda v práci s elementy, jež tvoří látku skutečnosti (hexagramy složené z binárních částí, elementární částice a jejich stavy).

## Schéma synchronicity

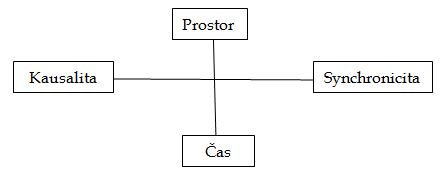
Schema synchronicity C.G. Junga

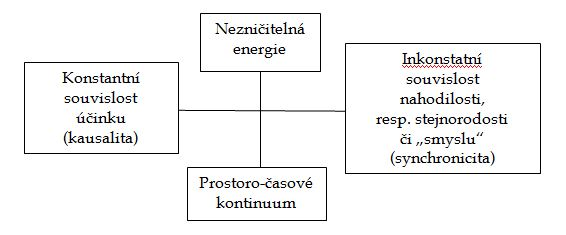
Schéma synchronicity vytvořené společně C. G. Jung a W. Pauli

C. G. Jung vytvořil schéma, kde proti kauzalitě uvedl synchronicitu vedle prostoru a času.
Jung byl hluboce přesvědčen, že je možné přiblížit princip synchronicity novým myšlenkám v kvantové fyzice.
W. Pauli, s kterým spolupracoval, podnítil nahrazení této jednoduché tetrády touto zde zobrazenou tetrádou.
Tedy právě koncept synchronicity umožnil dialog mezi fyzikou a psychologií, protože zahrnuje zavedení subjektivních prvků ve fyzice (vnějších událostí) a objektivních prvků v psychologii (psychické stavy). A jak uvádí, takovéto schéma tím uspokojuje na jednu stranu postuláty moderní fyziky, na druhou stranu postuláty psychologie.

## Příklad synchronicity
Na jedné přednášce o synchronicitě uvedl Jung příklad nepravděpodobné náhody, neboli smysluplné koincidence akauzální povahy. Šlo o pacientku, která trpěla „hořem z rozumu“, extrémní formou racionalismu. Jung o tomto případu říká (citace):
„Po několika neplodných pokusech o zmírnění jejího racionalismu poněkud humánnějším uvažováním – jsem se musel omezit na naději, že se jí snad přihodí něco nečekaného a iracionálního, něco, co by mohlo rozbít intelektuální retortu, do níž se uzavřela.“
A pak se to stalo: Nejdřív měla působivý sen, v němž jí někdo daroval drahocenný šperk – zlatého skarabea. Druhý den měl Jung se svou klientkou sezení, při kterém se přihodilo něco zvláštního: „Zatímco mi tento sen vyprávěla, zaslechl jsem, jak za mnou něco tiše klepe na okno. Otočil jsem se a spatřil jsem dost velký létající hmyz, který zvenku narážel do okenic a snažil se dostat do temné místnosti. To se mi zdálo zvláštní. Ihned jsem okno otevřel a přilétající hmyz jsem chytil ve vzduchu. Byla to Cetonia aurata, Scarabaeidae, obyčejný zlatohlávek, který se díky své zelenozlaté barvě přibližně podobá nejspíše skarabeovi. Podal jsem brouka své pacientce se slovy: ‚Tady máte svého skarabea.‘ Tato událost prorazila do jejího racionalismu žádoucí díru a led jejího intelektuálního odporu se tím prolomil. Léčba mohla nyní úspěšně pokračovat.“

## Kritika
Kritika je založena[zdroj⁠?!] na tom, že běžná věda dokáže zdánlivou synchronicitu vysvětlit. Vysvětlení je založeno buď na pravděpodobnostním počtu, tedy že občasný současný výskyt jednotlivých synchronicitních situací může odpovídat náhodě, bez nutnosti jejich společné „skryté“ příčiny.[zdroj?] Proces lidské mysli zvaný rozpoznávání vzorců vysvětluje důvody, proč si člověk tak dobře všímá různých nahodilostí ve svém životě, a snaží se jim vštípit nějaký racionální rámec. Lidská tendence nacházet v nahodilostech smysl se nazývá apofenie.